# Wzgórze Jana Pawła II w Luboniu

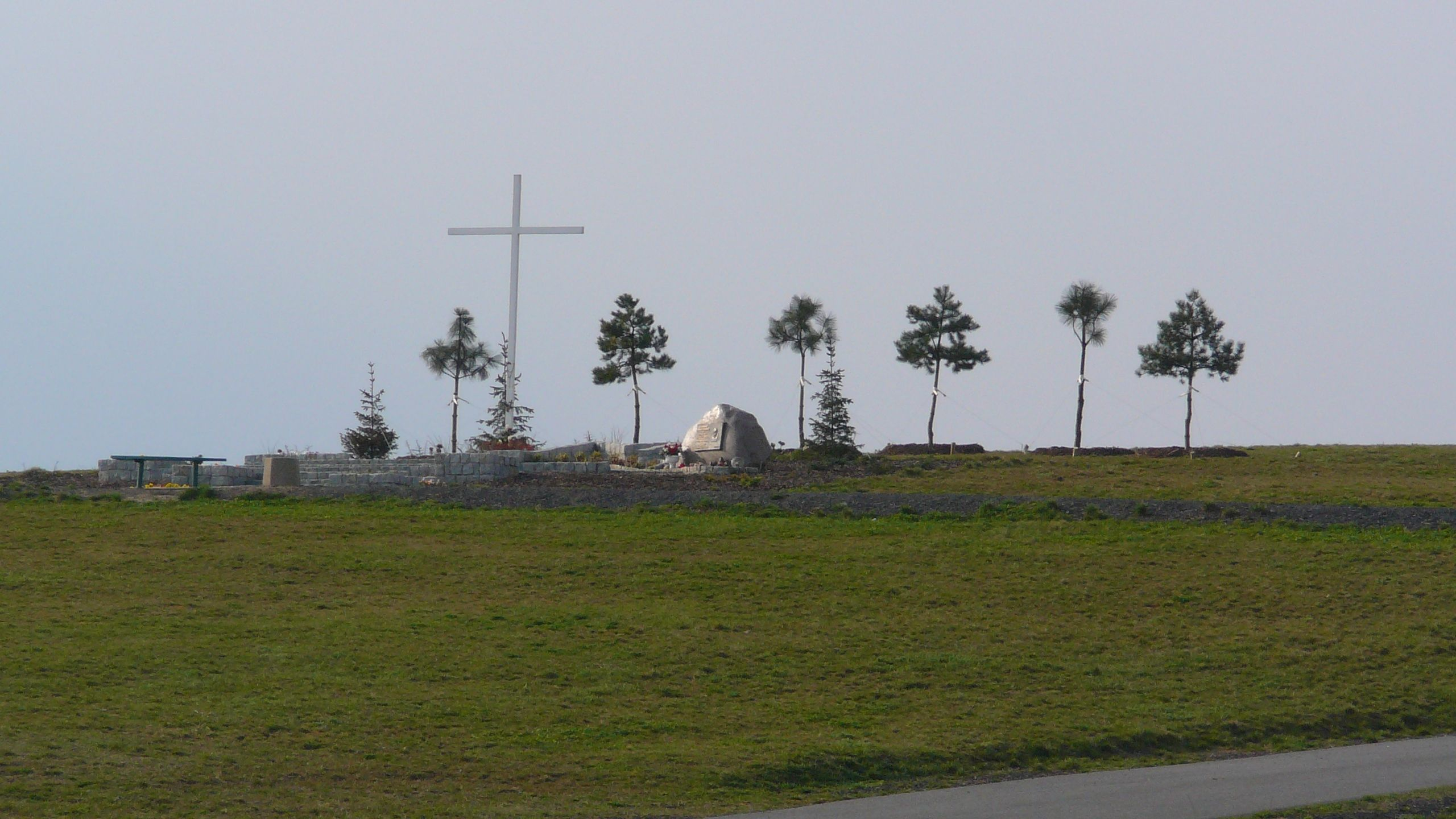
Pierwotny krzyż na wzgórzu (obecnie powiększony)

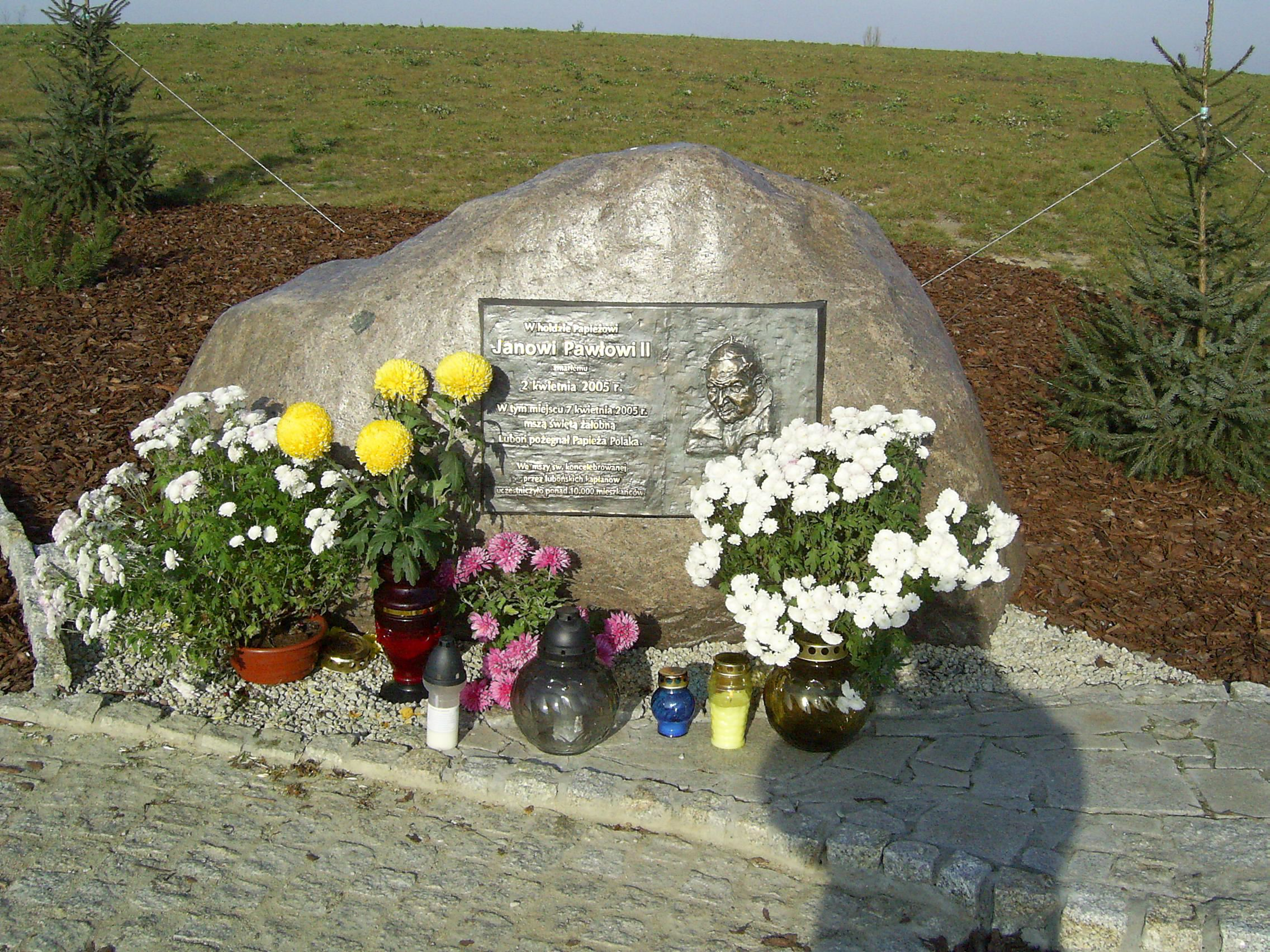
Tablica pamiątkowa

Wzgórze Jana Pawła II, Wzgórze Papieskie, Park Papieski (pot. górka) – antropogeniczne wzniesienie (zbliżone do kopca) w Luboniu-Żabikowie, usypane w latach 2001–2003 podczas budowy odcinka autostrady A2, będącego Południową obwodnicą Poznania, w miejscu starego wysypiska śmieci miasta Poznania.
Na koronie wzgórza znajduje się krzyż i tablica ku czci papieża Polaka, alejki rowerowo-piesze oraz ławki, a także wybieg dla psów i plac zabaw dla dzieci. Zarówno wierzchołek, jak i zbocza wzniesienia, są regularnie zadrzewiane.
Każdego roku 2 kwietnia o godzinie 21:37 na Wzgórzu Papieskim uroczyście obchodzona jest rocznica śmierci Jana Pawła II z udziałem władz miasta, pocztów sztandarowych szkół i organizacji, a także wszystkich lubońskich parafii: z Żabikowa, Lasku i Starego Lubonia.